# Charles Ambroise Gacon
Pour les articles homonymes, voir Gacon.
Charles Ambroise Gacon est un homme politique français né le 26 octobre 1769 à Lons-le-Saulnier (Jura) et décédé le 27 avril 1832.

## Biographie
Avocat, il entre ensuite dans l'armée et devient lieutenant. Conseiller d'arrondissement, il est nommé sous-préfet de Saint-Claude en 1804. Il est sous-préfet de Lons-le-Saulnier en 1814, puis de Poligny en 1819 et de nouveau à Saint-Claude en 1820. Il est député du Jura en 1815, pendant les Cent-Jours.

## Sources
- « Charles Ambroise Gacon », dans Adolphe Robert et Gaston Cougny, Dictionnaire des parlementaires français, Edgar Bourloton, 1889-1891 [détail de l’édition]